# سعید سالم الرزیقی
سعید سالم الرزیقی (عربی: سعيد سالم الرزيقي؛ زادهٔ ۱۲ دسامبر ۱۹۸۶) یک ورزشکار اهل عمان است.
وی در تیم ملی فوتبال عمان بازی کرده‌است.